# Écho (rhétorique)
 (septembre 2008).
Pour les articles homonymes, voir Écho.
En rhétorique, l'écho (substantif masculin) est une figure de style fondée sur une répétition de la dernière syllabe du vers, ou de la phrase, répétition qui précède, de manière inattendue et souvent satirique, à une question posée plus avant. C'est une figure privilégiée par les auteurs humanistes néo-latins et français comme Joachim Du Bellay. La figure peut apparaître sans qu'une question préalable n'existe, mais toujours l'effet est une sorte d'écho quasi cacophonique, et toujours satirique.
Il est important de distinguer la figure de l' écho et l'effet dit d' écho également, qui peut être produit par une harmonie imitative,des champs lexicaux ou sémantiques spécifiques, par des rimes choisies enfin.

## Exemples
- « Daigne protéger notre chasse, / Châsse / De monseigneur Saint Godefroi / Roi! » (Victor Hugo, Odes et Ballades, poème La Chasse du burgrave)